# Szahumiani tyrcznafabrika
Szahumiani tyrcznafabrika – osiedle w Armenii, w prowincji Armawir. W 2011 roku liczyło 946 mieszkańców.